# Fred Moudani-Likibi
Fred Moudani-Likibi, född 10 maj 1999, är en fransk kulstötare.
Moudani-Likibi har studerat vid både University of Southern Mississippi och University of Cincinnati.

## Karriär
I februari 2023 noterade Moudani-Likibi ett nytt franskt inomhusrekord efter en stöt på 20,51 meter vid en tävling i Blacksburg, Virginia. I juli 2023 tog han guld vid franska mästerskapen i Albi efter en stöt på 19,84 meter.

## Tävlingar

### Internationella
| År                     | Tävling                   | Plats                  | Placering              | Gren                   | Distans                |
| Tävlande för Frankrike | Tävlande för Frankrike    | Tävlande för Frankrike | Tävlande för Frankrike | Tävlande för Frankrike | Tävlande för Frankrike |
| ---------------------- | ------------------------- | ---------------------- | ---------------------- | ---------------------- | ---------------------- |
| 2016                   | Ungdomseuropamästerskapen | Tbilisi                | 10:e                   | Kulstötning (5 kg)     | 17,96 m                |
| 2018                   | Juniorvärldsmästerskapen  | Tammerfors             | 22:a (kval)            | Kulstötning (6 kg)     | 17,23 m                |
| 2021                   | U23-europamästerskapen    | Tallinn                | 16:e (kval)            | Kulstötning            | 17,89 m                |
| 2022                   | Medelhavsspelen           | Oran                   | 11:e                   | Kulstötning            | 17,89 m                |
| 2023                   | Världsmästerskapen        | Budapest               | 32:a (kval)            | Kulstötning            | 18,88 m                |

### Nationella
- Franska friidrottsmästerskapen (utomhus):
  - 2023:  Guld – Kulstötning (19,84 meter, Albi)[4]

## Personliga rekord
| Utomhus - Kulstötning – 20,54 m (Austin, 7 juni 2023) | Inomhus - Kulstötning – 20,51 m (Blacksburg, 4 februari 2023) 0NR0 |